# مجلس الأساقفة في الكنيسة الكاثوليكية
مجلس الأساقفة في الكنيسة الكاثوليكية (بالإنجليزية: Synod of Bishops in the Catholic Church)‏ هو بمثابة هيئة استشارية للبابا
وإحدى الطرق التي يقدم بها الأساقفة المساعدة التعاونية له في ممارسته لمهام منصبه.
وُصف المجلس في القانون الكنسي لعام 1983 [الإنجليزية] بأنه «مجموعة من الأساقفة الذين اختيروا من مناطق مختلفة من العالم ويلتقون معاً في أوقات محددة لتعزيز الوحدة أوثق بين كبير الكهنة الروماني والأساقفة وذلك لمساعد كبير الكهنة في المشورة في الحفاظ على الإيمان والأخلاق وتنميتها، وفي الحفاظ على التأديب الكنسي وتقويته، والنظر في المسائل المتعلقة بنشاط الكنيسة في العالم».
رغم وجود مُجلس أساقفة في كل كنيسة بطريركية أو أثرية لمساعدة البابا وتقديم المشور له إلاّ أنّ هذا المجلس مؤهل بلسن قوانين لكل الكنائس الكاثولوكية، يذكر قانون شرائع الكنائس الشرقية [الإنجليزية] مجلس الأساقفة 115 مرة لكنه يذكر المجلس الذي يدعو إليه البابا مرة واحدة